# Joaquim Torroja Quinzà
Joaquim Torroja Quinzà (Reus, 1846 - segle XX) va ser un diplomàtic català.
Era fill de l'advocat i polític Bernat Torroja, i germà del militar Romàn Torroja. Va estudiar Dret a Barcelona i després va anar a Madrid a l'Escola Superior de Diplomàtica. El 1883 va ser nomenat vicecònsol a la ciutat de Boston i el 1886 era cònsol a Cayo Hueso, a Florida. El 1888 va ser destinat a París i el 1890 era cònsol general a Danzig, on va residir fins al 1912, quan passà a cònsol general a Londres. El 1913 es va jubilar i va ser homenatjat pel cos diplomàtic de la capital anglesa. Va tornar a Reus, on va morir en data desconeguda.